# Diapaus
Diapaus är ett tillfälligt avbrott i tillväxten och utvecklingen av en organism till följd av ogynnsamma miljöförhållanden; särskilt hos insekter samt embryon av flertalet av de äggläggande tandkarparna i ordningen Cyprinodontiformes, och bland dem samtliga så kallade årstidsfiskar. Embryon av de närbesläktade levandefödande tandkarpar i ordningen, såsom exempelvis guppy och svärdbärare, genomgår ingen diapaus.